# 킬미힐미
《킬미힐미》는 2015년 1월 7일부터 2015년 3월 12일까지 MBC에서 방영된 수목드라마이다.

## 줄거리
다중 인격 장애를 소재로, 일곱 개의 인격을 가진 재벌 3세와 그의 비밀 주치의가 된 레지던트 1년 차 정신과 의사의 버라이어티한 로맨스를 그린 힐링 로맨틱 코미디 드라마

## 등장 인물

### 주요 인물
- 지성 : 차도현 역 (아역 : 이도현) - 일곱개의 인격(신세기/페리박/안요섭/안요나/나나/Mr.X)을 가진 재벌 3세, ID엔터테인먼트 부사장
- 황정음 : 오리진 역 (아역 : 김에이미) - 정신건강의학과 레지던트 1년차
- 박서준 : 오리온 역 (아역 : 김예준) - 천재 추리소설가, 리진의 사차원 쌍둥이 오빠
- 김유리 : 한채연 역 - 아트디렉터, 도현의 첫사랑, 기준의 약혼녀
- 오민석 : 차기준 역 - 도현의 육촌 형, ID엔터테인먼트 사장

### 도현네 가족
- 김영애 : 서태임 역 - 도현의 할머니, 승진그룹 최대주주
- 심혜진 : 신화란 역 - 도현의 어머니
- 김용건 : 차건호 역 - 도현의 할아버지 (특별출연)
- 안내상 : 차준표 역 - 도현의 아버지, 민서연의 남편 (특별출연)
- 명세빈 : 민서연 역 - 도현의 호적상 어머니, 차준표의 법적인 아내 (특별출연)

### 도현의 조력자
- 고창석 : 석호필 역 - 정신건강의학과 박사, 도현의 유학시절 주치의이자 리진의 지도교수
- 최원영 : 안국 역 - 도현의 비서

### 리진네 가족
- 김희정 : 지순영 역 - 오대오의 아내, 리온과 리진의 어머니
- 박준규 : 오대오 역 - 지순영의 남편, 리온과 리진의 아버지

### 기준네 가족
- 김나운 : 윤자경 역 - 기준의 어머니, 차영표의 아내
- 김일우 : 차영표 역 - 도현의 오촌당숙, 기준의 아버지
- 김현주 : 백진숙 역 - 채연의 어머니

### 그 외 인물
- 김형범 : 최 실장 역 - 차기준의 비서
- 김민경 : 가사도우미 역
- 백철민 : 알렉스 강 역 - 도현의 유학시절 친구
- 하경민
- 강봉성 : 신선조 역 - 리진의 동료의사 역
- 강수진 : 이영선 역 - 리진의 동료의사
- 단우
- 최효은 : 주미라 역 - 간호사
- 박선아
- 손승우
- 이두석 : 남직원 역
- 고영민
- Mattehw Douma : 제니퍼의 양아버지 역
- 정성윤
- 강동엽 : 경호원 역
- 천예원 : 응급실 간호사 역
- 이준희 : 응급실 의사 역
- 조창근 : 강인규 역 - 폭주족 두목의 오른팔
- 최현수
- 유재근
- 오정원
- 김주아
- 이두경 : 형사 역
- 김기현
- 이윤상 : 승진그룹 이사 역
- 서광재 : 정 사장 역 - 야채 납품하는 남자
- 김정석 : 위치추적하는 남자 역
- 박건락 : 위치추적하는 남자 역
- 추교진 : 흥신소 직원 역
- 설창희 : 의류판매하는 남자 역
- 박종무 : ID엔터테인먼트 직원 역
- 한상현
- 이성재
- 지선
- 서이안 : 홍지선 역 - 도현의 맞선녀
- 엄유준 : 학생 역
- 방혜진 : 학생 역
- 고원석
- 천소라 : 화장품 매장직원 역
- 서지연 : 웨딩드레스샵 직원 역
- 황윤걸
- 민준호
- 허선행 : 오디션 심사위원 역
- 해원 : 제아이 역 - ID엔터테인먼트 소속 아이돌그룹 '락킹'의 리더
- 장지선 : 리온의 소개팅녀 역
- 최영설
- 최서현
- 박원호 : 리온의 친구 역
- 성현준 : 승진그룹 이사 역
- 손선근 : 승진그룹 이사 역
- 지성근 : 동네주민 역
- 김난영 : 승진그룹 축하연 직원 역
- 이예린
- 이승두
- 강문경 : 승진그룹 축하연 참석자 역
- 윤미향 : 승진그룹 축하연 참석자 역
- 최인숙 : 승진그룹 축하연 참석자 역
- 김종호 : 택시회사 사장 역
- 강혜림 : 간호사 역
- 임강헌
- 한지수 : 여비서 역

### 특별 출연
- 이시언 : 박민재 역 - 정신건강의학과 의사, 리진의 동료의사 (1~5회)
- 김슬기 : 허숙희 역 - 과대망상증 환자 (1~4회)
- 조윤호 : 폭주족 두목 역 (1~3회)
- 우현 : 정신건강의학과 환자 역 (1회)
- 정은표 : 환자를 무서워하던 정신건강의학과 의사 역 (1회)
- 간미연 : 차도현에게 까인 여자 역 (1회)
- 구준엽 : 클럽 DJ 역 (1~2회)
- 허지웅 : 출판사 편집장 역 (7~8회, 10회)
- 김기욱 : 오메가 작가의 팬 역 (8회)
- 박슬기 : 아이돌그룹 '락킹'의 팬미팅 MC 역 (8회)
- 루커스 : ID엔터테인먼트 소속 아이돌그룹 '락킹' 역 (8회)
- 안영미 : 점술가 역 (13회)
- 권유리 : 오메가 작가 팬 역 (20회)

## 시청률
아래의 파란색 숫자는 '최저 시청률'이고, 빨간색 숫자는 '최고 시청률'입니다. 시청률조사회사와 지역별로 시청률에 차이가 있을 수 있습니다. 
| 2015년      | 2015년      | 2015년         | 2015년       | 2015년         | 2015년       |
| 회차        | 방송일      | TNmS 시청률    | TNmS 시청률  | AGB 시청률     | AGB 시청률   |
| 회차        | 방송일      | 대한민국(전국) | 서울(수도권) | 대한민국(전국) | 서울(수도권) |
| ----------- | ----------- | -------------- | ------------ | -------------- | ------------ |
| 제1회       | 1월 7일     | 8.7%           | 11.1%        | 9.2%           | 10.3%        |
| 제2회       | 1월 8일     | 8.0%           | 11.2%        | 8.9%           | 9.6%         |
| 제3회       | 1월 14일    | 8.5%           | 11.3%        | 10.3%          | 11.2%        |
| 제4회       | 1월 15일    | 8.4%           | 10.4%        | 9.4%           | 10.8%        |
| 제5회       | 1월 21일    | 8.6%           | 11.3%        | 9.5%           | 10.5%        |
| 제6회       | 1월 22일    | 9.2%           | 12.3%        | 9.9%           | 10.9%        |
| 제7회       | 1월 28일    | 9.4%           | 12.0%        | 9.6%           | 10.6%        |
| 제8회       | 1월 29일    | 9.8%           | 12.3%        | 11.5%          | 12.5%        |
| 제9회       | 2월 4일     | 10.2%          | 12.5%        | 10.5%          | 11.3%        |
| 제10회      | 2월 5일     | 10.9%          | 13.5%        | 11.0%          | 12.2%        |
| 제11회      | 2월 11일    | 11.2%          | 14.7%        | 10.9%          | 12.0%        |
| 제12회      | 2월 12일    | 10.2%          | 14.1%        | 11.4%          | 12.3%        |
| 제13회      | 2월 18일    | 11.0%          | 14.1%        | 10.3%          | 11.1%        |
| 제14회      | 2월 19일    | 10.1%          | 13.2%        | 9.4%           | 9.6%         |
| 제15회      | 2월 25일    | 11.2%          | 14.6%        | 10.5%          | 11.3%        |
| 제16회      | 2월 26일    | 10.7%          | 12.8%        | 10.4%          | 11.2%        |
| 제17회      | 3월 4일     | 12.1%          | 15.0%        | 11.5%          | 12.5%        |
| 제18회      | 3월 5일     | 10.6%          | 13.0%        | 9.8%           | 11.0%        |
| 제19회      | 3월 11일    | 10.7%          | 13.4%        | 9.2%           | 10.0%        |
| 제20회      | 3월 12일    | 10.5%          | 13.1%        | 9.4%           | 10.6%        |
| 평균 시청률 | 평균 시청률 | 10.0%          | 12.8%        | 10.1%          | 11.1%        |

## OST

### Part. 1
| #  | 제목                           | 작사          | 작곡       | 재생 시간 |
| -- | ------------------------------ | ------------- | ---------- | --------- |
| 1. | 〈환청 (Feat. 나쑈)〉 (장재인) | Mafly, NaShow | ZigZagNote | 3:29      |
| 2. | 〈환청 (Inst.)〉 (장재인)      |               | ZigZagNote | 3:29      |

### Part. 2
| #  | 제목                                  | 작사  | 작곡       | 재생 시간 |
| -- | ------------------------------------- | ----- | ---------- | --------- |
| 1. | 〈Healing Love〉 (루나, 초이)         | Mafly | ZigZagNote | 4:11      |
| 2. | 〈Healing Love (Inst.)〉 (루나, 초이) |       | ZigZagNote | 4:11      |

### Part. 3
| #  | 제목                                   | 작사   | 작곡     | 재생 시간 |
| -- | -------------------------------------- | ------ | -------- | --------- |
| 1. | 〈말할 수 없는 비밀〉 (문명진)         | 이지은 | 소년비행 | 4:26      |
| 2. | 〈말할 수 없는 비밀 (Inst.)〉 (문명진) |        | 소년비행 | 4:26      |

### Part. 4
| #  | 제목                           | 작사   | 작곡           | 재생 시간 |
| -- | ------------------------------ | ------ | -------------- | --------- |
| 1. | 〈이런 기분〉 (이유림)         | 이유림 | 이유림, 염혜리 | 3:34      |
| 2. | 〈이런 기분 (Inst.)〉 (이유림) |        | 이유림, 염혜리 | 3:34      |

### Part. 5
| #  | 제목                             | 작사   | 작곡   | 재생 시간 |
| -- | -------------------------------- | ------ | ------ | --------- |
| 1. | 〈너를 보낸다〉 (박서준)         | 김미진 | 김범주 | 4:07      |
| 2. | 〈너를 보낸다 (Inst.)〉 (박서준) |        | 김범주 | 4:07      |

### 킬미힐미 OST
| #   | 제목                                   | 작사          | 작곡           | 재생 시간 |
| --- | -------------------------------------- | ------------- | -------------- | --------- |
| 1.  | 〈환청 (Feat. 나쑈)〉 (장재인)         | Mafly, NaShow | ZigZagNote     | 3:29      |
| 2.  | 〈Healing Love〉 (루나, 초이)          | Mafly         | ZigZagNote     | 4:11      |
| 3.  | 〈말할 수 없는 비밀〉 (문명진)         | 이지은        | 소년비행       | 4:26      |
| 4.  | 〈이런 기분〉 (이유림)                 | 이유림        | 이유림, 염혜리 | 3:34      |
| 5.  | 〈너를 보낸다〉 (박서준)               | 김미진        | 김범주         | 4:07      |
| 6.  | 〈제비꽃〉 (지성)                      | 조동진        | 조동진         | 3:54      |
| 7.  | 〈환청 (Inst.)〉 (장재인)              |               | ZigZagNote     | 3:29      |
| 8.  | 〈Healing Love (Inst.)〉 (루나, 초이)  |               | ZigZagNote     | 4:11      |
| 9.  | 〈말할 수 없는 비밀 (Inst.)〉 (문명진) |               | 소년비행       | 4:26      |
| 10. | 〈이런 기분 (Inst.)〉 (이유림)         |               | 이유림, 염혜리 | 3:34      |
| 11. | 〈Kill Me〉                            |               | 박진현         | 2:26      |
| 12. | 〈I Am Shin Se Gi〉                    |               | 동민호         | 3:39      |
| 13. | 〈Beyond Recollection〉                |               | 유태진         | 3:58      |
| 14. | 〈Freak〉                              |               | 이용재         | 2:17      |
| 15. | 〈Childhood〉                          |               | 김태진         | 2:01      |
| 16. | 〈Who Are You?〉                       |               | 박진현         | 2:37      |
| 17. | 〈Driving To The Past〉                |               | 유태진         | 3:40      |
| 18. | 〈I Am Cha Do Hyun〉                   |               | 박지원         | 2:16      |
| 19. | 〈Heal Me〉                            |               | 박진현         | 2:46      |

## 수상
- 2015 서울드라마어워즈 한류드라마 최우수 작품상
- 2015 서울드라마어워즈 한류드라마 여자연기상 황정음
- 2015 MBC 연기대상 대상, 미니시리즈부문남자 최우수 연기상, 베스트 커플상, 10대 스타상 지성
- 2015 MBC 연기대상 미니시리즈부문 최우수 연기상, 방송3사뽑은 올해의 연기자상, 여자 인기상, 10대스타상 황정음
- 2015 MBC 연기대상 미니시리즈부문 남자 우수 연기상, 남자 인기상, 베스트 커플상, 10대 스타상 박서준
- 2016 한국PD대상 출연자상 탤런트 부문 지성
- 2016 미국 휴스턴영화제 TV시리즈 드라마 부문 대상
- 2016 방송통신위원회 방송대상 한류 부문 우수상
- 2016 제4회 미국 드라마피버 어워즈 남우주연상 지성

## 참고 사항
- 당초 차도현 역으로 현빈, 이승기 등이 물망에 올랐으나 고사하였다.[3]
- 당초 오리진 역으로 임지연이 낙점되었지만 영화 <간신> 촬영일과 겹쳐 포기하였다.[4]
- 당초 신화란 역으로 김혜리가 낙점되었으나 불미스러운 일 때문에 무산됐다.[5]

## 같이 보기
한국방송공사 수목 미니시리즈
- 《왕의 얼굴》
- 《고맙다, 아들아》
- 《착하지 않은 여자들》

SBS 드라마 스페셜
- 《피노키오》
- 《하이드 지킬, 나》